# 1965 في الكويت

## المناصب
- أمير الدولة : عبد الله السالم الصباح (حتى 24 نوفمبر) صباح السالم الصباح (منذ 24 نوفمبر)
- رئيس الوزراء: صباح السالم الصباح (حتى 27 نوفمبر) جابر الأحمد الصباح (منذ 27 نوفمبر)

## مواليد
- منى عيسى - ممثلة.
- عبد العزيز المسلم - ممثل.
- عبيد الشمري - ممثل.
- فوزي المجادي - مناضل.
- سليمان بوغيث - عضو القاعدة.
- جاسم المطوع - إعلامي.
- هدى حسين - ممثلة.
- علي الدقباسي - سياسي.
- رجا القحطاني - شاعر.

## وفيات
- عبد الله السالم الصباح - حاكم الكويت الحادي عشر.